# 28-as busz (Pécs)
A pécsi 28-as jelzésű autóbusz a II-es rakodó és Lámpásvölgy között közlekedik. A busz érinti az Árkád felső részét és az Ágoston teret. A 38-assal a Zsolnay-szobortól Feketehegyig azonos útvonalon közlekedik.

## Története
1958. január 8-án új vonalat nyitnak Borbálatelepre a Széchenyi térről 48-as jelzéssel. 1969. október 1-jén a járat végállomása a Főpályaudvar lesz. 1987. január 1-jétől új számozási rendszer keretén belül kapta meg a 38A jelzését. 2014. február 3-tól az újonnan alakult 28-as buszjáratba olvasztották az egykori 38A-s buszt. A járat csak munkanapokon közlekedik.
2014. június 16-tól, a nyári menetrend bevezetésétől a cassian-telepi forduló megépítéséig a korábbi 38A végállomásáig, Borbálatelepig közlekedett.
2016. június 16-ától csak egy irányban, a Lámpásvölgy felé közlekedik. Az ellenkező irányban más jelzésű autóbuszok járnak.
2020. március 2-ától az András utcába nem tér be, helyette ezt a megállót jelenleg (2024-ben) a 28Y és a 38Y jelzésű autóbuszok érintik.

## Útvonala
| II-es rakodó → Uránváros → Árkád → Lámpásvölgy | Lámpásvölgy → Árkád → Uránváros → II-es rakodó |
| --- | --- |
| II-es rakodó – Szentlőrinci út – Makay István út – Pellérdi út – Rácvárosi út – Páfrány utca – Uránváros – Páfrány utca – Szigeti út – Hungária utca – Rákóczi út – Rákóczi út – Zsolnay Vilmos utca – Lánc utca – Alsóhavi utca – Ady Endre utca – Hársfa út – Bittner Alajos út – Lámpásvölgyi út – Lámpásvölgy | Lámpásvölgy – Lámpásvölgyi út – Bittner Alajos út – Hársfa út – Ady Endre utca – Alsóhavi utca – Lánc utca – Zsolnay Vilmos utca – Rákóczi út – Rákóczi út – Hungária utca – Szigeti út – Páfrány utca – Uránváros – Páfrány utca – Rácvárosi út – Pellérdi út – Makay István út – Szentlőrinci út – II-es rakodó |

## Megállóhelyei
| 28 (II-es rakodó – Uránváros – Árkád – Lámpásvölgy) |          |                                      |          | |                                                                                              |
| Perc (↓)                                            | Perc (↓) | Megállóhely                          | Perc (↑) | Megállóhelyet érintő járatok | Létesítmények                                                                                |
| 0                                                   | ∫        | II-es rakodó végállomás              | 38       | 26, 26A, 27Y, 28, 29 · Helyközi autóbuszok |                                                                                              |
| 1                                                   | ∫        | Cserkút tető                         | 37       | 26, 26A, 27Y, 28, 29 · Helyközi autóbuszok |                                                                                              |
| 2                                                   | ∫        | Cserkúti csárda                      | 36       | 26, 26A, 27Y, 28, 29 · Helyközi autóbuszok |                                                                                              |
| 3                                                   | ∫        | Pellérdi elágazás                    | 35       | 26, 26A, 27, 27Y, 28, 29 · Helyközi autóbuszok · Mecsekalja-Cserkút |                                                                                              |
| 4                                                   | ∫        | Kutató dűlő                          | 34       | 26, 26A, 27Y, 28, 29 · Helyközi autóbuszok |                                                                                              |
| 5                                                   | ∫        | Korsó utca                           | 33       | 26, 26A, 27Y, 28, 29 |                                                                                              |
| 6                                                   | ∫        | Patacsi elágazás                     | 32       | 25, 25A, 26, 26A, 27, 27Y, 28, 29 · Helyközi autóbuszok |                                                                                              |
| 7                                                   | ∫        | Rácváros                             | 31       | 25, 25A, 26, 26A, 27, 27Y, 28, 29 |                                                                                              |
| 8                                                   | ∫        | Bolgár köz                           | 30       | 25, 25A, 26, 26A, 27, 27Y, 28, 29 |                                                                                              |
| 10                                                  | 0        | Uránváros végállomás                 | 28       | 1, 2, 2A, 2E, 4, 4Y, 21, 21A, 22, 23, 23Y, 24, 25, 25A, 26, 26A, 27, 27Y, 28, 28A, 28Y, 29, 102, 102Y, 104, 104A, 104E, 104Y, 107E, 121 · Helyközi autóbuszok                                                                                   | Autóbusz-állomás, Gyógyszertári Központ                                                      |
| 12                                                  | 2        | Szigeti út, Szántó Kovács János utca | 26       | 25, 26, 27, 27Y, 28, 28A, 28Y, 29, 107E |                                                                                              |
| 13                                                  | 3        | Gyümölcs utca                        | 25       | 25, 26, 26A, 27, 27Y, 28, 28A, 28Y, 29 |                                                                                              |
| 14                                                  | 4        | Egyetemváros                         | 24       | 2, 2A, 2E, 25, 26, 26A, 27, 27Y, 28, 28A, 28Y, 29, 55, 102, 102Y, 107E | PTE Általános Orvostudományi Kar, 400 ágyas klinikatömb                                      |
| ∫                                                   | ∫        | KEDPLASMA plazma központ             | 23       | 2, 2A, 2E, 25, 26, 26A, 27, 27Y, 28, 28A, 28Y, 55, 102, 102Y, 107E | KEDPLASMA plazma központ                                                                     |
| 16                                                  | 6        | Petőfi utca                          | 22       | 2, 2A, 2E, 25, 26, 26A, 27, 27Y, 28, 28A, 28Y, 29, 37, 46, 47, 55, 102, 102Y, 107E, 109E | Városi könyvtár                                                                              |
| 18                                                  | 8        | Kórház tér                           | 20       | 2, 2A, 2E, 25, 26, 26A, 27, 27Y, 28, 28A, 28Y, 29, 30, 31, 32, 32Y, 34, 34Y, 35, 35Y, 36, 37, 44, 46, 47, 102, 102Y, 103, 107E, 109E, 130 | Megyei Kórház, Jakováli Hasszán dzsámija, Hotel Pátria                                       |
| 20                                                  | 10       | Zsolnay-szobor                       | 18       | 2, 2A, 2E, 3, 3E, 6, 6E, 7, 7Y, 8, 13Y, 14, 14Y, 22, 23, 23Y, 24, 25, 26, 26A, 27, 27Y, 28, 28A, 28Y, 29, 30, 31, 32, 32Y, 34, 34Y, 35, 35Y, 36, 37, 38, 38Y, 39, 40, 44, 46, 47, 73, 73Y, 102, 102Y, 103, 107E, 109E, 130, 140                 | Postapalota, OTP, ÁNTSZ, Megyei Bíróság, Zsolnay-szobor                                      |
| 22                                                  | 12       | Árkád                                | 16       | 2, 2A, 2E, 3, 3E, 4, 4Y, 6, 6E, 7, 7Y, 8, 13, 13E, 13Y, 14, 14Y, 15, 15A, 22, 23, 23Y, 24, 25, 26, 26A, 27, 27Y, 28, 28A, 28Y, 29, 30, 33, 38, 38Y, 39, 40, 60, 60Y, 73, 73Y, 102, 102Y, 103, 104, 104A, 104E, 104Y, 107E, 109E, 130, 130A, 140 | Árkád, Konzum áruház, Anyakönyvi Önkormányzat, NAV, Skála, Kossuth tér                       |
| 24                                                  | 14       | Rákóczi út                           | ∫        | 20, 21, 21A, 22, 23, 23Y, 24, 25, 26, 27, 27Y, 28, 28Y, 29, 33, 38, 38Y, 39, 40, 44, 60, 60A, 60Y, 121, 140 | PTE ÁJK, PTE KTK                                                                             |
| 26                                                  | 16       | Búza tér                             | 14       | 25, 26, 27, 27Y, 28, 28A, 28Y, 29, 30Y, 33, 38, 38Y, 39, 40, 44, 121, 140 | Egyetemi kollégium, I. sz. Rendelőintézet, Dél-dunántúli Regionális Könyvtár és Tudásközpont |
| 27                                                  | 17       | Ágoston tér                          | 13       | 28, 28A, 28Y, 29, 30Y, 33, 38, 38Y, 39, 44, 140 |                                                                                              |
| 29                                                  | 19       | Sándor utca                          | 11       | 28, 28A, 28Y, 29, 38, 38Y, 39, 140 |                                                                                              |
| 30                                                  | 20       | Hajnal utca                          | 10       | 28, 28A, 28Y, 38, 38Y, 140 |                                                                                              |
| 31                                                  | 21       | Bártfa utca                          | 9        | 28, 28A, 28Y, 38, 38Y, 140 | Bártfa Utcai Általános Iskola, Bártfa Utcai Óvoda                                            |
| 32                                                  | 22       | Jánoskút                             | 8        | 28, 28A, 28Y, 38, 38Y, 140 | Református Gimnázium                                                                         |
| 34                                                  | 24       | Hársfa út                            | 6        | 26, 27, 27Y, 28, 28A, 28Y, 38, 38Y, 40, 140 |                                                                                              |
| 35                                                  | 25       | Kató-lak                             | 5        | 28, 28A, 28Y, 38, 38Y |                                                                                              |
| 36                                                  | 26       | Borbálatelep                         | 4        | 28, 28A, 28Y, 38, 38Y |                                                                                              |
| 37                                                  | 27       | Feketehegy                           | 3        | 28, 28A, 28Y, 38, 38Y |                                                                                              |
| 39                                                  | 29       | Alsógyükés                           | 1        | 28, 28A, 28Y, 38, 38Y |                                                                                              |
| 40                                                  | 30       | Lámpásvölgy végállomás               | 0        | 28, 28A, 28Y, 38, 38Y |                                                                                              |